# Turjanski Vrh
Turjanski Vrh je naselje v Občini Radenci.